# Monsundrift

Korkenzieherströmung. 1: Wind, 2: durch den Wind bestimmte Strömungsrichtung, 3: Tatsächliche Strömungsrichtung, 4: Coriolis-Effekt

Unter einer Monsundrift versteht man die Wirkung der Monsunwinde auf die Oberflächenströmung eines Meeres bzw. Ozeans.
Jeder Wind, der sich über eine Wasseroberfläche bewegt, übt hierbei einen Druck auf das Wasser aus, wodurch dieses in seiner Bewegung in Form einer Korkenzieherströmung beeinflusst wird und die oberen Wasserschichten in Bewegung gesetzt werden. Aufgrund der Ablenkung durch die Corioliskraft bewegt sich die resultierende Wasserströmung jedoch nicht in Richtung des Windes selbst, sondern wird um circa 90° abgelenkt. Dies hat zur Folge, dass Winde wie der Passat, aber auch die Monsunwinde, die Oberflächenströmungen beeinflussen und zur Ausbildung der charakteristischen Meeresströmungen beitragen. Hiervon sind jedoch nicht nur die Oberflächenströmungen betroffen, sondern vor allem auch die tieferreichenden Mischungseigenschaften der Ozeane, was beispielsweise bedingt durch einen verstärkten Nährstoffeintrag einen wichtigen Faktor für alle in diesen Einflussbereich befindlichen Meereslebewesen darstellt und somit auch indirekt die Fischindustrien der jeweiligen Länder beeinflusst. Am stärksten zeigt sich dieser Aspekt im Indischen Ozean, wo man auch zwischen einer Südwest-Monsundrift (Strömungsrichtung West-Ost) während des Sommermonsuns und einer Nordost-Monsundrift (Strömungsrichtung Ost-West) während des Wintermonsuns unterscheidet.